# 高山町 (生駒市)
高山町（たかやまちょう）は、奈良県生駒市の町名。郵便番号630-0101。

## 地理
生駒市の北端、奈良県の最北部に位置し、大阪府枚方市、交野市、京都府京田辺市、精華町と隣接する。また生駒市内では、西に北田原町、ひかりが丘、南に上町、上町台、北大和、東に鹿畑町、鹿ノ台西、鹿ノ台北と接している。

### 河川
- 富雄川

### 湖沼
- 黒添（くろんど）池
- 高山溜池

## 歴史
高山の地は大和国添下郡に属し、河内国や山城国との国境近くに位置した。
天平宝字6年（762年）の『正倉院文書』に「生駒鷹山運炭五十二斛駄」とあり、これが史料における高山（鷹山）の初見とされる。平安時代には荘園名として「鷹山荘（庄）」の名が見え、延久2年（1070年）時点では公田、貞和3年（1347年）には興福寺一乗院の所領となっていた。応永27年（1420年）には、この地の国人・鷹山氏に下司職が与えられていた。
河内北部や山城南部との交通路を押さえる鷹山氏は、応仁の乱（1467 - 1477年）では大和の有力国人である越智氏・古市氏とともに西軍の畠山義就方に付いた。文明6年（1474年）には、鷹山にある高山八幡宮の社殿が戦火により焼失（元亀3年（1572年）に再建）。文明9年（1477年）11月には、西軍の総大将だった足利義視が美濃への下国途上、一時期鷹山を御座所としていた。明応7年（1498年）には鷹山氏と婚姻関係にある古市澄胤が、鷹山城を拠点に戦っている。
天正元年（1573年）以降、鷹山氏は筒井氏に属したとみられるが、天正13年（1585年）に筒井定次が伊賀転封を命じられるとそれに従い、鷹山を離れた。その際、帰農した旧臣たちが茶筅の製造で生計を立てるようになり、享保21年（1736年）には茶筅が高山の特産物とされるに至っている（『大和志』）。
江戸時代の村名としては「高山村」といい、その中に前田村・大門村・久保村・中村・大北村・芝村・庄田村・傍示村を含んだ。これら地名は現在の自治会、傍示（ほうじ）・庄田（しょうだ）・大北（おおぎた）・久保・宮方・芝に受け継がれている。
慶長6年（1601年）に旗本の堀田一継が、慶長8年（1603年）に同じく旗本の森可澄が高山村に知行を得、堀田氏と森氏の支配は幕末まで続いた。堀田氏の支配地を東方、森氏の支配地を西方と称した。
寛永元年（1624年）、黒添池（当時は黒構池）の開削が始まり、翌年竣工。黒添池は享保17年（1732年）・元文3年（1738年）・明和5年（1768年）にも工事が行われ、修理拡張がされた。
天保年間（1831 - 1845年）末頃、高山村と鹿畑村にまたがる堀田氏領にて村役人による不法取立が行われる。それに対し、高山村の吉兵衛・久右衛門・忠兵衛と鹿畑村の善三郎が江戸にいる領主に駕籠訴を行い、農民側の要求は認められた。
その後、明治、大正を経て、昭和25年（1950年）、灌漑用水の確保を目的に高山溜池の築造が開始され、昭和39年（1964年）に完成する。
また生駒市の他地域と同じく宅地開発も行われ、昭和48年（1973年）に黒添池の北部、傍示の一部に獅子ケ丘ハイマートが作られる。昭和57年（1982年）に自治会が誕生した。
昭和53年（1978年）、京都府・奈良県・大阪府の三府県にまたがる「関西文化学術研究都市」の建設計画が始まり、平成6年（1994年）、その都市びらきが行われた。生駒市からは高山地区（第1・2工区）・北田原地区がそこに加わっている。高山地区第1工区では奈良先端科学技術大学院大学が開校、高山サイエンスプラザや企業の研究施設の整備が進み、平成5年（1993年）に「高山サイエンスタウン」のまちびらきが行われ、翌平成6年（1994年）には当時の皇太子夫妻が訪問した。第2工区では文化学術研究・住宅地・公園緑地から成る整備計画が策定されていたが、その後、社会情勢の変化などにより再検討が加えられている。

### 沿革
- 1889年（明治22年） - 鹿畑村・上村・北田原村・南田原村と合併して添下郡北倭村が発足[33]。北倭村大字高山となる[15]。
- 1957年（昭和32年） - 生駒町の大字となる[15]。
- 1971年（昭和46年） - 生駒市高山町となる[15]。
- 1977年（昭和52年） - 鹿ノ台西1 - 3丁目、鹿ノ台北1 - 3丁目が分離[15]。
- 1989年（平成元年） - 北大和1 - 5丁目が分離[15]。

## 世帯数と人口
2019年（令和元年）10月1日現在の世帯数と人口は以下の通りである。
| 町丁   | 世帯数    | 人口    |
| ------ | --------- | ------- |
| 高山町 | 1,757世帯 | 3,620人 |

### 人口の変遷
国勢調査による人口の推移。
| 1995年（平成7年）  | 4,412人 | [ 34 ] |  |
| 2000年（平成12年） | 4,690人 | [ 35 ] |  |
| 2005年（平成17年） | 4,522人 | [ 36 ] |  |
| 2010年（平成22年） | 4,339人 | [ 37 ] |  |
| 2015年（平成27年） | 3,918人 | [ 38 ] |  |

### 世帯数の変遷
国勢調査による世帯数の推移。
| 1995年（平成7年）  | 1,139世帯 | [ 34 ] |  |
| 2000年（平成12年） | 1,241世帯 | [ 35 ] |  |
| 2005年（平成17年） | 1,256世帯 | [ 36 ] |  |
| 2010年（平成22年） | 1,796世帯 | [ 37 ] |  |
| 2015年（平成27年） | 1,693世帯 | [ 38 ] |  |

## 事業所
2016年（平成28年）現在の経済センサス調査による事業所数と従業員数は以下の通りである。
| 町丁   | 事業所数  | 従業員数 |
| ------ | --------- | -------- |
| 高山町 | 168事業所 | 2,339人  |

## 交通

### 鉄道
域内に鉄道は通っていない。最寄駅は近鉄けいはんな線学研北生駒駅（上町）。

### バス
- 奈良交通
  - 富雄庄田線
  - 学園高山線

### 道路
- 国道163号
- 大阪府道・奈良県道7号枚方大和郡山線

## 施設・名所
- 生駒市立生駒北小中学校
- 奈良先端科学技術大学院大学
- 高山城跡
- 高山竹林園
- 高山八幡宮
- 法楽寺
- JAならけん 生駒支店 北倭出張所
- コメリパワー生駒店
- 高山郵便局（上町） - 高山町南端から南に数十m。明治15年（1882年）に上村から高山村に移転し高山郵便局へと改称したが[15]、現在は高山町に所在しない[40]。